# Rooms Katholieke Combinatie Waalwijk
Il Rooms Katholieke Combinatie Waalwijk, meglio noto come RKC Waalwijk, è una società calcistica olandese con sede nella città di Waalwijk. Milita nell’Eerste Divisie.

## Storia
Il club è stato fondato nel 1940.

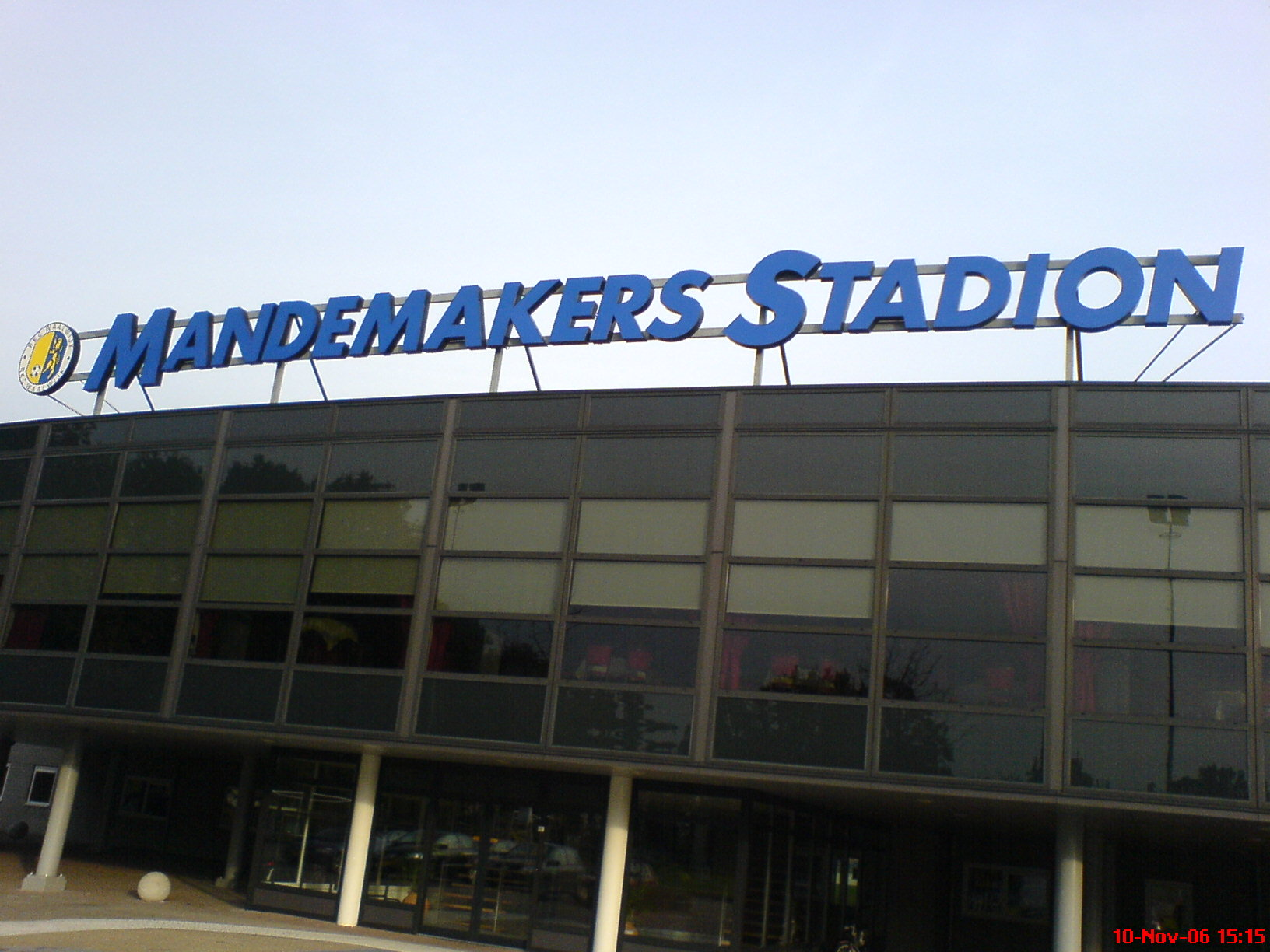
Stadio del RKC

Dopo anni in Eredivisie, nella stagione 2006-07 viene sconfitto nello spareggio per la promozione dal VVV Venlo e viene quindi retrocesso in Eerste Divisie. Nell’Eerste Divisie 2008-2009 vince il playoff contro il De Graafschap e ritorna nella massima divisione del campionato olandese; qui però si rende protagonista in negativo e conclude la stagione con un disastroso ultimo posto (soltanto 15 punti totalizzati). Alla fine della stagione 2012-2013 ritrova una nuova promozione, valida per l’Eredivisie 2013-2014. Anche questa volta, però, durerà solo un anno l’avventura nel campionato, chiudendo al 16º posto con 32 punti fatti. L’anno seguente, in Eerste Divisie, la squadra conclude all’ultimo posto (20º), ma nonostante ciò evita la retrocessione in Topklasse (la terza divisione) in quanto alcuni club si sono rifiutati di iscriversi nel mondo dei professionisti.
Il Waalwijk conclude la stagione 2018-2019 di Eerste Divisie all'ottavo posto, sufficiente per la lunga trafila dei playoff promozione. Pur partendo come una delle sfavorite, il club elimina nel doppio scontro il N.E.C., giunto nono in classifica a pari punti, ribaltando una sconfitta per 2-0 rimediata all’andata con un netto 3-0 al ritorno; dopodiché elimina l’Excelsior, piazzatasi sedicesima in Eredivisie, vincendo per 2-1 sul proprio campo e limitando i danni al ritorno con un sofferto 1-1. Giunto all’ultimo doppio incontro prima della promozione, il club affronta il Go Ahead Eagles, squadra giunta quinta in Eerste Divisie, ma che è stata anche capolista solitaria per buona parte del campionato. Il match di andata, giocato in casa, termina con un teso ed equilibrato 0-0, ma il ritorno avvenuto tre giorni dopo si rivela assai più movimentato: il primo tempo si conclude sul punteggio di 2-0 per il Waalwijk, ma gli avversari reagiscono e dopo venti minuti il risultato è già capovolto sul 3-2; tempo di realizzare il gol del pari che il Go Ahead Eagles passa in vantaggio nuovamente nei pressi del 90º minuto. Nonostante ciò, al 96º minuto Spierings porta il match sul momentaneo 4-4, e Bilate, due minuti più tardi, realizza il gol del definitivo sorpasso dagli undici metri, regalando al club l’ennesima promozione in Eredivisie.

## Rosa 2024-2025
Rosa aggiornata al 31 gennaio 2025.
| N. |                        | Ruolo | Calciatore            |
| -- | ---------------------- | ----- | --------------------- |
| 1  | Paesi Bassi (bandiera) | P     | Jeroen Houwen         |
| 2  | Paesi Bassi (bandiera) | D     | Julian Lelieveld      |
| 3  | Belgio (bandiera)      | D     | Dario van den Buijs   |
| 4  | Suriname (bandiera)    | D     | Liam van Gelderen     |
| 5  | Paesi Bassi (bandiera) | D     | Juan Familia-Castillo |
| 6  | Marocco (bandiera)     | C     | Yassin Oukili         |
| 7  | Paesi Bassi (bandiera) | C     | Denilho Cleonise      |
| 8  | Paesi Bassi (bandiera) | C     | Patrick Vroegh        |
| 9  | Polonia (bandiera)     | A     | Oskar Zawada          |
| 11 | Egitto (bandiera)      | C     | Alexander Jakobsen    |
| 13 | Paesi Bassi (bandiera) | P     | Joey Kesting          |
| 14 | Belgio (bandiera)      | C     | Chris Lokesa          |
| 16 | Paesi Bassi (bandiera) | P     | Luuk Vogels           |
| 17 | Curaçao (bandiera)     | D     | Roshon van Eijma      |

| N. |                        | Ruolo | Calciatore              |
| -- | ---------------------- | ----- | ----------------------- |
| 18 | Paesi Bassi (bandiera) | C     | Silvester van der Water |
| 19 | Paesi Bassi (bandiera) | A     | Richonell Margaret      |
| 20 | Belgio (bandiera)      | C     | Ilias Takidine          |
| 21 | Paesi Bassi (bandiera) | P     | Yanick van Osch         |
| 22 | Paesi Bassi (bandiera) | D     | Tim van de Loo          |
| 23 | Paesi Bassi (bandiera) | D     | Richard van der Venne   |
| 24 | Curaçao (bandiera)     | C     | Godfried Roemeratoe     |
| 28 | Paesi Bassi (bandiera) | D     | Aaron Meijers           |
| 29 | Paesi Bassi (bandiera) | A     | Michiel Kramer          |
| 30 | Francia (bandiera)     | C     | Daouda Weidmann         |
| 33 | Marocco (bandiera)     | D     | Faissal Al Mayzani      |
| 34 | Paesi Bassi (bandiera) | D     | Luuk Wouters            |
| 35 | Curaçao (bandiera)     | C     | Kevin Felida            |
|    | Paesi Bassi (bandiera) | D     | Redouan El Yaakoubi     |

## Rosa 2023-2024
Rosa aggiornata al 26 settembre 2023.
| N. |                        | Ruolo | Calciatore          |
| -- | ---------------------- | ----- | ------------------- |
| 1  | Paesi Bassi (bandiera) | P     | Etienne Vaessen     |
| 2  | Paesi Bassi (bandiera) | D     | Julian Lelieveld    |
| 3  | Belgio (bandiera)      | D     | Dario van den Buijs |
| 4  | Belgio (bandiera)      | D     | Shawn Adewoye       |
| 5  | Belgio (bandiera)      | D     | Thierry Lutonda     |
| 6  | Marocco (bandiera)     | C     | Yassin Oukili       |
| 7  | Paesi Bassi (bandiera) | C     | Denilho Cleonise    |
| 8  | Paesi Bassi (bandiera) | C     | Patrick Vroegh      |
| 9  | Paesi Bassi (bandiera) | A     | David Min           |
| 10 | Serbia (bandiera)      | C     | Filip Stevanović    |
| 11 | Belgio (bandiera)      | C     | Zakaria Bakkali     |
| 13 | Paesi Bassi (bandiera) | P     | Mark Spenkelink     |
| 14 | Belgio (bandiera)      | C     | Chris Lokesa        |
| 15 | Paesi Bassi (bandiera) | D     | Nouri El Harmazi    |

| N. |                        | Ruolo | Calciatore          |
| -- | ---------------------- | ----- | ------------------- |
| 19 | Paesi Bassi (bandiera) | A     | Richonell Margaret  |
| 20 | Belgio (bandiera)      | C     | Ilias Takidine      |
| 21 | Paesi Bassi (bandiera) | P     | Jeroen Houwen       |
| 22 | Israele (bandiera)     | D     | Raz Meir            |
| 23 | Curaçao (bandiera)     | D     | Juriën Gaari        |
| 24 | Curaçao (bandiera)     | C     | Godfried Roemeratoe |
| 25 | Paesi Bassi (bandiera) | C     | Jeffrey Bruma       |
| 27 | Paesi Bassi (bandiera) | A     | Reuven Niemeijer    |
| 28 | Paesi Bassi (bandiera) | D     | Aaron Meijers       |
| 29 | Paesi Bassi (bandiera) | A     | Michiel Kramer      |
| 30 | Francia (bandiera)     | C     | Daouda Weidmann     |
| 31 | Paesi Bassi (bandiera) | P     | Joey Kesting        |
| 35 | Curaçao (bandiera)     | C     | Kevin Felida        |
|    | Paesi Bassi (bandiera) | A     | Mats Seuntjens      |

## Rosa 2022-2023
Rosa aggiornata al 22 maggio 2023.
| N. |                        | Ruolo | Calciatore            |
| -- | ---------------------- | ----- | --------------------- |
| 1  | Paesi Bassi (bandiera) | P     | Etienne Vaessen       |
| 2  | Curaçao (bandiera)     | D     | Juriën Gaari          |
| 4  | Belgio (bandiera)      | D     | Shawn Adewoye         |
| 5  | Belgio (bandiera)      | D     | Thierry Lutonda       |
| 6  | Paesi Bassi (bandiera) | C     | Vurnon Anita          |
| 7  | Spagna (bandiera)      | C     | Julen Lobete          |
| 8  | Paesi Bassi (bandiera) | C     | Patrick Vroegh        |
| 9  | Paesi Bassi (bandiera) | A     | Finn Stokkers         |
| 10 | Paesi Bassi (bandiera) | C     | Richard van der Venne |
| 11 | Marocco (bandiera)     | C     | Iliass Bel Hassani    |
| 12 | Paesi Bassi (bandiera) | C     | Hans Mulder           |
| 13 | Paesi Bassi (bandiera) | P     | Mark Spenkelink       |
| 14 | Paesi Bassi (bandiera) | C     | Pelle Clement         |
| 15 | Paesi Bassi (bandiera) | D     | Lars Nieuwpoort       |

| N. |                        | Ruolo | Calciatore          |
| -- | ---------------------- | ----- | ------------------- |
| 17 | Paesi Bassi (bandiera) | C     | Roy Kuijpers        |
| 19 | Belgio (bandiera)      | C     | Zakaria Bakkali     |
| 20 | Paesi Bassi (bandiera) | A     | Mats Seuntjens      |
| 21 | Portogallo (bandiera)  | P     | Joel Pereira        |
| 22 | Comore (bandiera)      | C     | Saïd Bakari         |
| 23 | Curaçao (bandiera)     | D     | Juriën Gaari        |
| 24 | Belgio (bandiera)      | D     | Dario van den Buijs |
| 26 | Belgio (bandiera)      | C     | Sebbe Augustijns    |
| 29 | Paesi Bassi (bandiera) | A     | Michiel Kramer      |
| 31 | Marocco (bandiera)     | P     | Issam El Maach      |
| 33 | Paesi Bassi (bandiera) | C     | Yassin Oukili       |
| 34 | Paesi Bassi (bandiera) | D     | Luuk Wouters        |
| 35 | Curaçao (bandiera)     | C     | Kevin Felida        |
| 37 | Belgio (bandiera)      | C     | Chris Lokesa        |

## Rosa 2020-2021
Rosa aggiornata al 2 febbraio 2021.
| N. |                        | Ruolo | Calciatore            |
| -- | ---------------------- | ----- | --------------------- |
| 1  | Paesi Bassi (bandiera) | P     | Etienne Vaessen       |
| 2  | Curaçao (bandiera)     | D     | Juriën Gaari          |
| 3  | Paesi Bassi (bandiera) | D     | Melle Meulensteen     |
| 4  | Paesi Bassi (bandiera) | C     | Vurnon Anita          |
| 5  | Rep. Ceca (bandiera)   | D     | Paul Quasten          |
| 6  | Argentina (bandiera)   | C     | Nico Olsak            |
| 7  | Belgio (bandiera)      | A     | Cyril Ngonge          |
| 8  | Marocco (bandiera)     | C     | Anas Tahiri           |
| 9  | Paesi Bassi (bandiera) | A     | Finn Stokkers         |
| 10 | Paesi Bassi (bandiera) | C     | Richard van der Venne |
| 11 | Paesi Bassi (bandiera) | A     | Ola John              |
| 12 | Paesi Bassi (bandiera) | C     | Hans Mulder           |
| 15 | Paesi Bassi (bandiera) | D     | Lars Nieuwpoort       |
| 16 | Marocco (bandiera)     | C     | Ayman Azhil           |
| 17 | Paesi Bassi (bandiera) | A     | Morad El Haddouti     |
| 19 | Paesi Bassi (bandiera) | A     | Sylla Sow             |

| N. |                        | Ruolo | Calciatore        |
| -- | ---------------------- | ----- | ----------------- |
| 20 | Belgio (bandiera)      | D     | Thierry Lutonda   |
| 21 | Belgio (bandiera)      | A     | Lennerd Daneels   |
| 22 | Paesi Bassi (bandiera) | P     | Mike Grim         |
| 25 | Paesi Bassi (bandiera) | C     | Thijs Oosting     |
| 26 | Belgio (bandiera)      | C     | Sebbe Augustijns  |
| 27 | Paesi Bassi (bandiera) | A     | David Min         |
| 28 | Comore (bandiera)      | C     | Saïd Bakari       |
| 30 | Grecia (bandiera)      | A     | Tzeims Eymorfidīs |
| 31 | Grecia (bandiera)      | P     | Kōstas Lamprou    |
| 32 | Paesi Bassi (bandiera) | D     | Nigel Langras     |
| 33 | Paesi Bassi (bandiera) | C     | Yassin Oukili     |
| 34 | Paesi Bassi (bandiera) | D     | Luuk Wouters      |
| 59 | Belgio (bandiera)      | D     | Ahmed Touba       |
|    | Belgio (bandiera)      | D     | Shawn Adewoye     |
|    | Danimarca (bandiera)   | A     | Jens Odgaard      |

## Rosa 2019-2020
Rosa aggiornata al 3 settembre 2019.
| N. |                        | Ruolo | Calciatore        |
| -- | ---------------------- | ----- | ----------------- |
| 1  | Paesi Bassi (bandiera) | P     | Etienne Vaessen   |
| 2  | Curaçao (bandiera)     | D     | Juriën Gaari      |
| 3  | Paesi Bassi (bandiera) | D     | Melle Meulensteen |
| 4  | Belgio (bandiera)      | D     | Hannes Delcroix   |
| 5  | Rep. Ceca (bandiera)   | D     | Paul Quasten      |
| 6  | Paesi Bassi (bandiera) | C     | Daan Rienstra     |
| 7  | Belgio (bandiera)      | C     | Dylan Seys        |
| 8  | Belgio (bandiera)      | C     | Anas Tahiri       |
| 9  | Paesi Bassi (bandiera) | A     | Mario Bilate      |
| 10 | Paesi Bassi (bandiera) | C     | Stijn Spierings   |
| 11 | Paesi Bassi (bandiera) | A     | Darren Maatsen    |
| 12 | Paesi Bassi (bandiera) | C     | Hans Mulder       |
| 13 | Paesi Bassi (bandiera) | P     | Kees Heemskerk    |

| N. |                        | Ruolo | Calciatore         |
| -- | ---------------------- | ----- | ------------------ |
| 14 | Paesi Bassi (bandiera) | D     | Henrico Drost      |
| 15 | Paesi Bassi (bandiera) | D     | Lars Nieuwpoort    |
| 16 | Paesi Bassi (bandiera) | D     | Ingo van Weert     |
| 18 | Belgio (bandiera)      | C     | Nando Nöstlinger   |
| 19 | Paesi Bassi (bandiera) | A     | Sylla Sow          |
| 20 | Paesi Bassi (bandiera) | C     | Kevin Vermeulen    |
| 21 | Belgio (bandiera)      | A     | Lennerd Daneels    |
| 25 | Paesi Bassi (bandiera) | D     | Dean van der Sluys |
| 26 | Paesi Bassi (bandiera) | C     | Nikki Baggerman    |
| 28 | Comore (bandiera)      | C     | Saïd Bakari        |
|    | Paesi Bassi (bandiera) | P     | Mike Grim          |
|    | Paesi Bassi (bandiera) | C     | Jari Koenraat      |
|    | Moldavia (bandiera)    | A     | Vitalie Damașcan   |

## Rosa 2018-2019
Rosa aggiornata al 12 giugno 2018.
| N. |                        | Ruolo | Calciatore          |
| -- | ---------------------- | ----- | ------------------- |
| 1  | Paesi Bassi (bandiera) | P     | Etienne Vaessen     |
| 2  | Paesi Bassi (bandiera) | D     | Gigli Ndefe         |
| 3  | Paesi Bassi (bandiera) | D     | Jan Lammers         |
| 4  | Paesi Bassi (bandiera) | D     | Henrico Drost       |
| 5  | Rep. Ceca (bandiera)   | D     | Paul Quasten        |
| 6  | Paesi Bassi (bandiera) | C     | Philippe van Arnhem |
| 7  | Paesi Bassi (bandiera) | D     | Serginho Greene     |
| 8  | Paesi Bassi (bandiera) | C     | Hans Mulder         |
| 9  | Paesi Bassi (bandiera) | A     | Johan Voskamp       |
| 10 | Belgio (bandiera)      | C     | Dylan Seys          |
| 11 | Paesi Bassi (bandiera) | A     | Roland Bergkamp     |
| 12 | Paesi Bassi (bandiera) | D     | Ingo van Weert      |
| 14 | Paesi Bassi (bandiera) | C     | Nikki Baggerman     |
| 15 | Capo Verde (bandiera)  | A     | Irvingly van Eijma  |

| N. |                        | Ruolo | Calciatore          |
| -- | ---------------------- | ----- | ------------------- |
| 16 | Paesi Bassi (bandiera) | P     | Jordy Deckers       |
| 17 | Slovenia (bandiera)    | A     | Roy Rudonja         |
| 19 | Paesi Bassi (bandiera) | C     | Chovanie Amatkarijo |
| 20 | Paesi Bassi (bandiera) | C     | Noël de Graauw      |
| 21 | Belgio (bandiera)      | D     | Mohamed Mezghrani   |
| 23 | Paesi Bassi (bandiera) | C     | Daan Rienstra       |
| 25 | Paesi Bassi (bandiera) | P     | Abdel el Bahraoui   |
| 31 | Paesi Bassi (bandiera) | D     | Dwayne Green        |
| 34 | Paesi Bassi (bandiera) | C     | Jari Koenraad       |
| 35 | Comore (bandiera)      | C     | Saïd Bakari         |
| 43 | Paesi Bassi (bandiera) | D     | Moaad El Bahraoui   |
|    | Paesi Bassi (bandiera) | C     | Kevin Vermeulen     |

## Rosa 2017-2018
Rosa aggiornata al 3 settembre 2017.
| N. |                        | Ruolo | Calciatore          |
| -- | ---------------------- | ----- | ------------------- |
| 1  | Paesi Bassi (bandiera) | P     | Etienne Vaessen     |
| 2  | Paesi Bassi (bandiera) | D     | Gigli Ndefe         |
| 3  | Paesi Bassi (bandiera) | D     | Jan Lammers         |
| 4  | Paesi Bassi (bandiera) | D     | Henrico Drost       |
| 5  | Rep. Ceca (bandiera)   | D     | Paul Quasten        |
| 6  | Paesi Bassi (bandiera) | C     | Philippe van Arnhem |
| 7  | Paesi Bassi (bandiera) | D     | Serginho Greene     |
| 8  | Paesi Bassi (bandiera) | C     | Hans Mulder         |
| 9  | Paesi Bassi (bandiera) | A     | Johan Voskamp       |
| 10 | Belgio (bandiera)      | C     | Dylan Seys          |
| 11 | Paesi Bassi (bandiera) | A     | Roland Bergkamp     |
| 12 | Paesi Bassi (bandiera) | D     | Ingo van Weert      |
| 14 | Paesi Bassi (bandiera) | C     | Nikki Baggerman     |

| N. |                        | Ruolo | Calciatore          |
| -- | ---------------------- | ----- | ------------------- |
| 15 | Capo Verde (bandiera)  | A     | Irvingly van Eijma  |
| 16 | Paesi Bassi (bandiera) | P     | Jordy Deckers       |
| 17 | Slovenia (bandiera)    | A     | Roy Rudonja         |
| 18 | Azerbaigian (bandiera) | C     | Ozan Kökçü          |
| 19 | Paesi Bassi (bandiera) | C     | Chovanie Amatkarijo |
| 20 | Paesi Bassi (bandiera) | C     | Noël de Graauw      |
| 21 | Belgio (bandiera)      | D     | Mohamed Mezghrani   |
| 23 | Paesi Bassi (bandiera) | C     | Daan Rienstra       |
| 25 | Paesi Bassi (bandiera) | P     | Abdel el Bahraoui   |
| 31 | Paesi Bassi (bandiera) | D     | Dwayne Green        |
| 34 | Paesi Bassi (bandiera) | C     | Jari Koenraad       |
| 35 | Comore (bandiera)      | C     | Saïd Bakari         |
| 43 | Paesi Bassi (bandiera) | D     | Moaad El Bahraoui   |

## Rosa 2016-2017
Rosa aggiornata al 18 gennaio 2017.
| N. |                        | Ruolo | Calciatore        |
| -- | ---------------------- | ----- | ----------------- |
| 1  | Australia (bandiera)   | P     | Tamati Williams   |
| 2  | Paesi Bassi (bandiera) | D     | Gigli Ndefe       |
| 3  | Paesi Bassi (bandiera) | D     | Nando Wormgoor    |
| 4  | Paesi Bassi (bandiera) | D     | Serginho Greene   |
| 5  | Paesi Bassi (bandiera) | C     | Mark Engberink    |
| 6  | Paesi Bassi (bandiera) | C     | Steef Nieuwendaal |
| 7  | Paesi Bassi (bandiera) | C     | Moussa Sanoh      |
| 8  | Paesi Bassi (bandiera) | C     | Roel van de Sande |
| 9  | Paesi Bassi (bandiera) | A     | Johan Voskamp     |
| 10 | Scozia (bandiera)      | C     | Kenny Anderson    |
| 11 | Paesi Bassi (bandiera) | C     | Pieter Langedijk  |
| 12 | Paesi Bassi (bandiera) | D     | Ingo van Weert    |
| 14 | Paesi Bassi (bandiera) | A     | Fred Benson       |

| N. |                        | Ruolo | Calciatore          |
| -- | ---------------------- | ----- | ------------------- |
| 16 | Paesi Bassi (bandiera) | P     | Etienne Vaessen     |
| 17 | Paesi Bassi (bandiera) | D     | Collin Seedorf      |
| 18 | Paesi Bassi (bandiera) | C     | Philippe van Arnhem |
| 19 | Paesi Bassi (bandiera) | A     | Rob van Sonsbeek    |
| 20 | Paesi Bassi (bandiera) | C     | Noël de Graauw      |
| 21 | Belgio (bandiera)      | D     | Mohamed Mezghrani   |
| 22 | Paesi Bassi (bandiera) | A     | Mark Sifneos        |
| 23 | Paesi Bassi (bandiera) | C     | Daan Rienstra       |
| 24 | Paesi Bassi (bandiera) | P     | Martijn Bijdevier   |
| 26 | Serbia (bandiera)      | A     | Vlatko Lazić        |
| 27 | Paesi Bassi (bandiera) | C     | Yesin Ben Mohamadi  |
| 28 | Paesi Bassi (bandiera) | C     | Robby Ndefe         |
| 43 | Paesi Bassi (bandiera) | C     | Evander Sno         |

## Rosa 2015-2016
Rosa aggiornata al 16 dicembre 2015
| N. |                        | Ruolo | Calciatore          |
| -- | ---------------------- | ----- | ------------------- |
| 1  | Paesi Bassi (bandiera) | P     | Nils den Hartog     |
| 2  | Paesi Bassi (bandiera) | D     | Ingo van Weert      |
| 3  | Paesi Bassi (bandiera) | D     | Nando Wormgoor      |
| 4  | Paesi Bassi (bandiera) | D     | Maikel Verkoelen    |
| 5  | Paesi Bassi (bandiera) | D     | Nick Coster         |
| 6  | Paesi Bassi (bandiera) | C     | Steef Nieuwendaal   |
| 7  | Paesi Bassi (bandiera) | A     | Ismaïl Yildirim     |
| 8  | Paesi Bassi (bandiera) | A     | Philippe van Arnhem |
| 9  | Paesi Bassi (bandiera) | A     | Rob van Sonsbeek    |
| 10 | Belgio (bandiera)      | A     | Jonathan Kindermans |
| 11 | Turchia (bandiera)     | A     | Okan Özcelik        |
| 12 | Curaçao (bandiera)     | D     | Derwin Martina      |
| 13 | Paesi Bassi (bandiera) | C     | Rick Mulder         |
| 14 | Paesi Bassi (bandiera) | A     | Adnan Bajic         |
| 15 | Curaçao (bandiera)     | A     | Rigino Cicilia      |

| N. |                        | Ruolo | Calciatore       |
| -- | ---------------------- | ----- | ---------------- |
| 16 | Paesi Bassi (bandiera) | P     | Etienne Vaessen  |
| 17 | Paesi Bassi (bandiera) | D     | Collin Seedorf   |
| 18 | Paesi Bassi (bandiera) | C     | Mark Engberink   |
| 19 | Paesi Bassi (bandiera) | A     | Arsenio Valpoort |
| 20 | Paesi Bassi (bandiera) | A     | Jos Peltzer      |
| 21 | Marocco (bandiera)     | C     | Imad Najah       |
| 22 | Paesi Bassi (bandiera) | D     | Dylan de Braal   |
| 23 | Paesi Bassi (bandiera) | C     | Daan Rienstra    |
| 24 | Paesi Bassi (bandiera) | P     | Ralph Vos        |
| 25 | Paesi Bassi (bandiera) | D     | Vincent van Hoof |
| 26 | Paesi Bassi (bandiera) | D     | Yoeri Sijbers    |
| 27 | Paesi Bassi (bandiera) | C     | Julian Calor     |
| 28 | Paesi Bassi (bandiera) | D     | Gigli Ndefe      |
|    | Paesi Bassi (bandiera) | A     | Mark Sifneos     |
|    | Paesi Bassi (bandiera) | A     | Brian Koopman    |

## Rose delle stagioni precedenti
- 2012-2013
- 2013-2014

## Palmarès

### Competizioni nazionali
- Eerste Divisie: 2

1987-1988, 2010-2011

### Altri piazzamenti
- Coppa dei Paesi Bassi:

Semifinalista: 1987-1988, 2006-2007, 2010-2011
- Eerste Divisie:

Secondo posto: 2007-2008, 2008-2009
Terzo posto: 1985-1986

## Allenatori recenti
- Leen Looijen (1985–86)
- Leo van Veen (1º luglio 1986–30 giugno 1988), (1º luglio 1989–30 giugno 1993)
- Hans Verèl (1º luglio 1993–18 dicembre 1993)
- Bert Jacobs (18 dicembre 1993–30 giugno 1995)
- Leo van Veen (1º luglio 1995–30 giugno 1996)
- Cees van Kooten (1º luglio 1996–12 ottobre 1996)
- Bert Jacobs (Oct 12, 1996–30 giugno 1997)
- Peter Boeve (1º luglio 1997–26 ottobre 1998)
- Martin Jol (26 ottobre 1998–30 giugno 2004)
- Erwin Koeman (1º luglio 2004–30 giugno 2005)
- Adrie Koster (1º luglio 2005–27 novembre 2006)
- Mark Wotte (27 novembre 2006–30 giugno 2007)
- Željko Petrović (1º luglio 2007–30 giugno 2008)
- Ruud Brood (1º luglio 2008–30 giugno 2012)
- Erwin Koeman (1º luglio 2012–30 giugno 2014)
- Martin Koopman (1º luglio 2014–11 febbraio 2015)
- Peter van den Berg (12 febbraio 2015–7 gennaio 2018)
- Hans de Koning (7 gennaio 2018–30 giugno 2018)
- Fred Grim (8 luglio 2018–30 giugno 2021)
- Joseph Oosting (1 luglio 2021–30 giugno 2023)
- Henk Fraser (1 luglio 2023–)